# Finns i sjön
Finns i sjön är ett kortspel för barn och är mycket likt löjliga familjerna, men är till skillnad mot detta spel möjligt att spela med bara två deltagare.
Spelet går, i likhet med löjliga familjerna, ut på att samla på fyrtal, det vill säga grupper om fyra kort med samma valör. Deltagarna får sju kort var, och resterande kort sprids ut på bordet med baksidan uppåt och utgör "sjön". 
Den spelare som är i tur frågar en valfri motspelare efter kort av en viss valör, men det måste vara en valör som den som frågar själv har. Motspelaren måste då lämna ifrån sig alla sina kort av den begärda valören, och den som ställt frågan får fortsätta att fråga samma spelare eller någon annan efter andra kort. Om de efterfrågade korten saknas svarar motspelaren med frasen "finns i sjön", varpå den som frågat får ta upp ett kort från sjön; därefter går turen vidare till den som fått frågan.
En spelare som blivit av med alla sina kort får plocka upp sju nya kort från sjön, eller färre om korten inte räcker till. Vinnare är den spelare som vid spelets slut har samlat ihop flest fyrtal.
Andra namn på spelet är finns i havet och gå och fiska.

## Regelvarianter
- Om antalet deltagare är fler än tre delas bara fem kort ut i given.[4]
- De överblivna korten bildar en talong i stället för att spridas ut på bordet.[4][5]
- Efter att en spelare fått svaret "finns i sjön" och tagit upp ett kort går turen inte vidare till den som fått frågan, utan till nästa spelare medsols.[4][5]
- En spelare som lyckats plocka upp ett kort av den efterfrågade valören från sjön får fortsätta att begära kort.[4][5]
- En spelare som blivit av med alla sina kort får bara ta upp 1 kort från sjön.[4][5]